# Cordulephya
Genre
Cordulephya est un genre de libellules de la famille des Synthemistidae (sous-ordre des Anisoptères, ordre des Odonates). 

## Liste des espèces
Selon World Odonata List :
- Cordulephya bidens Sjöstedt, 1917
- Cordulephya divergens Tillyard, 1917
- Cordulephya montana Tillyard, 1911
- Cordulephya pygmaea Selys, 1870.